# Moulins-le-Carbonnel
Moulins-le-Carbonnel là một xã thuộc tỉnh Sarthe trong vùng Pays-de-la-Loire phía tây bắc nước Pháp. Xã này nằm ở khu vực có độ cao từ 118-223 mét trên mực nước biển.